# كارل غونتر
كارل غونثر (بالألمانية: Carl Günther)‏ (و. 1885 – 1951 م) هو ممثل مسرحي، وممثل أفلام نمساوي، ولد في فيينا، توفي في فيينا، عن عمر يناهز 66 عاماً.

## وصلات خارجية
- كارل غونتر على موقع IMDb (الإنجليزية)
- كارل غونتر على موقع ألو سيني (الفرنسية)
- كارل غونتر على موقع قاعدة بيانات الأفلام السويدية (السويدية)
- كارل غونتر على موقع قاعدة بيانات الأفلام السويدية (السويدية)
- كارل غونتر على موقع قاعدة بيانات الفيلم (الإنجليزية)
- كارل غونتر على موقع كينوبويسك (الروسية)

- كارل غونتر في قاعدة بيانات الأفلام على الإنترنت